# 广东省交易控股集团
广东省交易控股集团有限公司（与广东省公共资源交易中心实行“一个机构两块牌子”），简称广交控股，是广东省属的大型交易综合服务企业，年交易金额超过1万亿元人民币。

## 历史
针对广东省内各类交易所数量多、产权交易机构散而小的情况，广东省筹划以南方联合产权交易中心为基础组建省级交易所集团，整合省属交易所资源，统一全省交易市场。2013年9月30日，广东省产权交易集团有限公司正式揭牌成立。2018年9月，更名为广东省交易控股集团有限公司。
2021年12月31日，广东省政府采购中心整体划转省交易控股集团。2022年2月，集团加挂“广东省公共资源交易中心”牌子，原广东省公共资源交易中心的交易业务将改由省交易控股集团按市场规则开展专业化运营。

## 下属机构
- 广东省政府采购中心
- 广东联合产权交易中心
- 南方联合产权交易中心
- 广东省广交资源集团
  - 广东省药品交易中心
  - 广东省珠宝玉石交易中心
  - 广州钻石交易中心
  - 广东省环境权益交易所
- 广州知识产权交易中心
- 广东省金服股权托管中心
- 广东要素科学研究院
- 广东经济杂志社